# Красноярка (Маслинский сельсовет)
Красноярка — деревня в Мишкинском районе Курганской области. Входит в состав Маслинского сельсовета.

## История
До 1917 года входила в состав Маслейской волости Челябинского уезда Оренбургской губернии. По данным на 1926 год село Малые Хохлы состояло из 334 хозяйств. В административном отношении являлось центром Хохловского сельсовета Мишкинского района Челябинского округа Уральской области.
В 1964 г. Указом Президиума ВС РСФСР деревня Малые Хохлы переименована в Красноярка.

## Население
| 1989 | 2002 | 2010 |
| ---- | ---- | ---- |
| 6    | ↘0   | →0   |

По данным переписи 1926 года в селе проживало 1578 человек (704 мужчины и 874 женщины), в том числе: русские составляли 100 % населения.